# 1ª Divisão 1943 (hockey su pista)
La 1ª Divisão 1943 è stata la 5ª edizione del torneo di primo livello del campionato portoghese di hockey su pista. La competizione ha avuto inizio il 22 aprile e si è conclusa il 14 agosto 1943.
Il titolo è stato conquistato dal Clube Futebol Benfica per la terza volta nella sua storia.

## Stagione

### Formula
La 1ª Divisão 1943 vide ai nastri di partenza quattordici club divisi in due gironi; ogni girone fu organizzato con un girone all'italiana, con gare di andata e ritorno. Erano assegnati tre punti per l'incontro vinto e due punti a testa per l'incontro pareggiato, mentre ne era attribuito uno solo per la sconfitta. Al termine della prima fase le prime due squadre di ogni gruppo si qualificarono alla fase finale; la vincitrice venne proclamata campione di Portogallo.

## Prima fase

### Regional do Norte
|  | Pos. | Squadra           | Pt | G | V | N | P | GF | GS | DR |
|  | ---- | ----------------- | -- | - | - | - | - | -- | -- | -- |
|  | 1.   | Infante de Sagres | ?  |   |   |   |   |    |    |    |
|  | 2.   | Académico Cambra  | ?  |   |   |   |   |    |    |    |
|  | 3.   | Espinho           | ?  |   |   |   |   |    |    |    |
|  | 4.   | Carvalhos         | ?  |   |   |   |   |    |    |    |
|  | 5.   | Estrela           | ?  |   |   |   |   |    |    |    |
|  | 6.   | Escola Livre      | ?  |   |   |   |   |    |    |    |
|  | 7.   | Filatelico        | ?  |   |   |   |   |    |    |    |

Legenda:
  Qualificato alla fase finale.
Note:
Tre punti a vittoria, due per il pareggio, uno a sconfitta.

### Regional de Lisboa
|  | Pos. | Squadra          | Pt | G  | V  | N | P  | GF | GS | DR  |
|  | ---- | ---------------- | -- | -- | -- | - | -- | -- | -- | --- |
|  | 1.   | Paço de Arcos    | 42 | 14 | 14 | 0 | 0  | 80 | 25 | +55 |
|  | 2.   | CF Benfica       | 34 | 14 | 10 | 0 | 4  | 54 | 28 | +26 |
|  | 3.   | Sintra           | 29 | 14 | 7  | 1 | 6  | 56 | 47 | +9  |
|  | 4.   | Benfica          | 26 | 14 | 6  | 0 | 8  | 34 | 36 | -2  |
|  | 5.   | Amadora          | 25 | 14 | 5  | 1 | 8  | 45 | 54 | -9  |
|  | 6.   | Campo de Ourique | 23 | 14 | 3  | 3 | 8  | 34 | 69 | -35 |
|  | 7.   | Ateneu Comercial | 23 | 14 | 4  | 1 | 9  | 30 | 54 | -24 |
|  | 8.   | Lisgas           | 22 | 14 | 4  | 0 | 10 | 33 | 53 | -20 |

Legenda:
  Qualificato alla fase finale.
Note:
Tre punti a vittoria, due per il pareggio, uno a sconfitta.

## Fase finale

### Classifica finale
|  | Pos. | Squadra           | Pt | G | V | N | P | GF | GS | DR  |
|  | ---- | ----------------- | -- | - | - | - | - | -- | -- | --- |
|  | 1.   | CF Benfica        | 16 | 6 | 5 | 0 | 1 | 24 | 14 | +10 |
|  | 2.   | Académico Cambra  | 14 | 6 | 4 | 0 | 2 | 25 | 17 | +8  |
|  | 3.   | Paço de Arcos     | 12 | 6 | 3 | 0 | 3 | 40 | 20 | +20 |
|  | 4.   | Infante de Sagres | 6  | 6 | 0 | 0 | 6 | 12 | 50 | -38 |

Legenda:
      Campione di Portogallo.
Note:
Tre punti a vittoria, due per il pareggio, uno a sconfitta.

### Risultati
| andata  | andata | Incontro                           | ritorno | ritorno |
|         |        |                                    |         |         |
| 18 lug. | 3-6    | Infante de Sagres-Académico Cambra | 0-4     | 5 ago.  |
| 18 lug. | 3-4    | Paço de Arcos-CF Benfica           | 1-2     | 6 ago.  |
| 25 lug. | 3-0    | CF Benfica-Académico Cambra        | 1-5     | 31 lug. |

| andata  | andata | Incontro                        | ritorno | ritorno |
|         |        |                                 |         |         |
| 27 lug. | 7-1    | Paço de Arcos-Académico Cambra  | 3-9     | 14 ago. |
| 30 lug. | 4-8    | Infante de Sagres-CF Benfica    | 1-6     | 8 ago.  |
| 9 ago.  | 12-1   | Paço de Arcos-Infante de Sagres | 14-3    | 13 ago. |

| andata  | andata | Incontro                           | ritorno | ritorno |
|         |        |                                    |         |         |
| 18 lug. | 3-6    | Infante de Sagres-Académico Cambra | 0-4     | 5 ago.  |
| 18 lug. | 3-4    | Paço de Arcos-CF Benfica           | 1-2     | 6 ago.  |
| 25 lug. | 3-0    | CF Benfica-Académico Cambra        | 1-5     | 31 lug. |

| andata  | andata | Incontro                        | ritorno | ritorno |
|         |        |                                 |         |         |
| 27 lug. | 7-1    | Paço de Arcos-Académico Cambra  | 3-9     | 14 ago. |
| 30 lug. | 4-8    | Infante de Sagres-CF Benfica    | 1-6     | 8 ago.  |
| 9 ago.  | 12-1   | Paço de Arcos-Infante de Sagres | 14-3    | 13 ago. |